# Zebrasoma desjardinii
Zebrasoma desjardinii, tên thông thường là cá đuôi gai vây buồm Ấn Độ, là một loài cá biển thuộc chi Zebrasoma trong họ Cá đuôi gai. Loài cá này được mô tả lần đầu tiên vào năm 1836.

## Từ nguyên
Z. desjardinii được đặt theo tên của nhà động vật học người Pháp Julien François Desjardins (1799 – 1840), người đã tặng một bộ sưu tập cá (bao gồm cả mẫu vật của loài cá này) cho Hiệp hội Động vật học Luân Đôn.

## Phạm vi phân bố và môi trường sống
Z. desjardinii có phạm vi phân bố rộng rãi ở vùng bờ biển Ấn Độ Dương. Từ Biển Đỏ và vùng biển ngoài khơi Yemen, loài cá này xuất hiện dọc theo bờ biển các nước thuộc khu vực Đông Phi, bao gồm ngoài khơi Madagascar và các quốc đảo, bãi ngầm lân cận. Ở trung tâm Ấn Độ Dương, Z. desjardinii có mặt dọc theo bờ đông Ấn Độ, trải dài xuống Sri Lanka, Maldives và quần đảo Chagos. Ở phía đông, Z. desjardinii được tìm thấy từ Myanmar, băng qua biển Andaman (bao gồm cả quần đảo Andaman và Nicobar) xuống phía nam đến đảo Sumatra và Java và quần đảo Cocos (Keeling) (nhưng hiếm được ghi nhận tại đảo Giáng Sinh).
Z. desjardinii sống gần các rạn san hô ở độ sâu đến ít nhất là 30 m.

## Mô tả

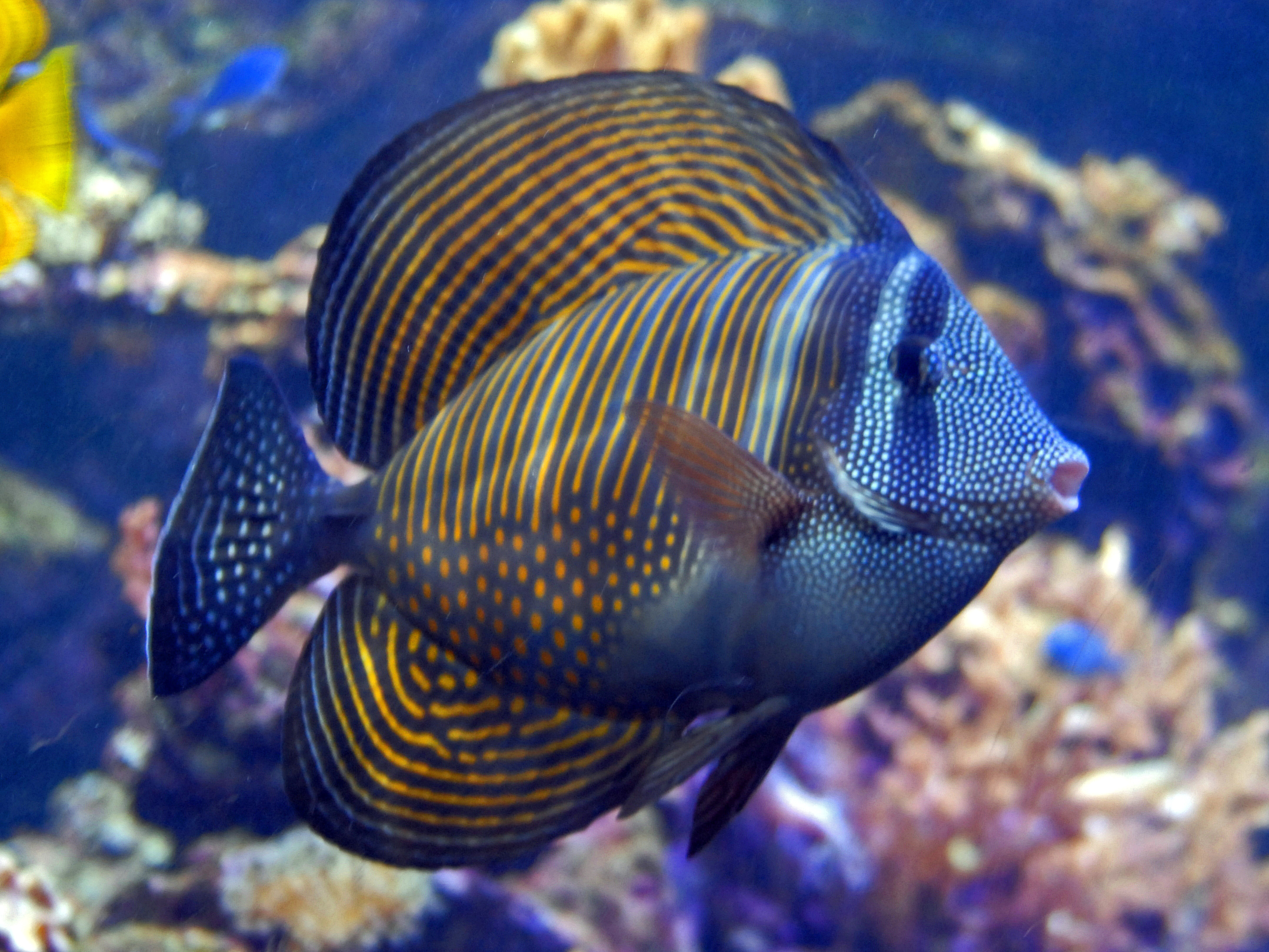
Z. desjardinii với vây lưng và vây hậu môn căng rộng

Chiều dài cơ thể tối đa được ghi nhận ở Z. desjardinii là 40 cm. Cuống đuôi có ngạnh sắc như hầu hết những loài cá đuôi gai khác.
Cơ thể của chúng có hình bầu dục, có màu xám với các dải sọc màu xám sẫm hơn ở hai bên thân. Hai bên thân cũng có các đường sọc mảnh màu vàng cam; bên dưới các đường sọc này là các chấm cùng màu. Vùng đầu màu xám nhạt, chi chít các chấm tròn màu trắng với hai dải sọc màu đen (một dải băng qua mắt, dải còn lại băng qua gốc vây ngực). Vây ngực màu đen. Vây lưng và vây hậu môn có màu nâu xám với các sọc mảnh từ màu vàng đến màu xanh lam, có thể căng rộng. Cuống đuôi và vây đuôi màu lam sẫm với nhiều chấm nhỏ màu trắng xanh; gốc vây đuôi có một khoanh màu trắng. Cá con có màu vàng tươi với các dải sọc màu xám viền trắng như cá trưởng thành (sẫm đen ở các dải trên đầu và trên cuống đuôi). Các vây và gốc vây đuôi có màu vàng như thân.
Số gai ở vây lưng: 4; Số tia vây mềm ở vây lưng: 27 - 31; Số gai ở vây hậu môn: 3; Số tia vây mềm ở vây hậu môn: 22 - 24; Số tia vây ở vây ngực: 15 - 17; Số gai ở vây bụng: 1; Số tia vây ở vây bụng: 5.

## Sinh thái và hành vi

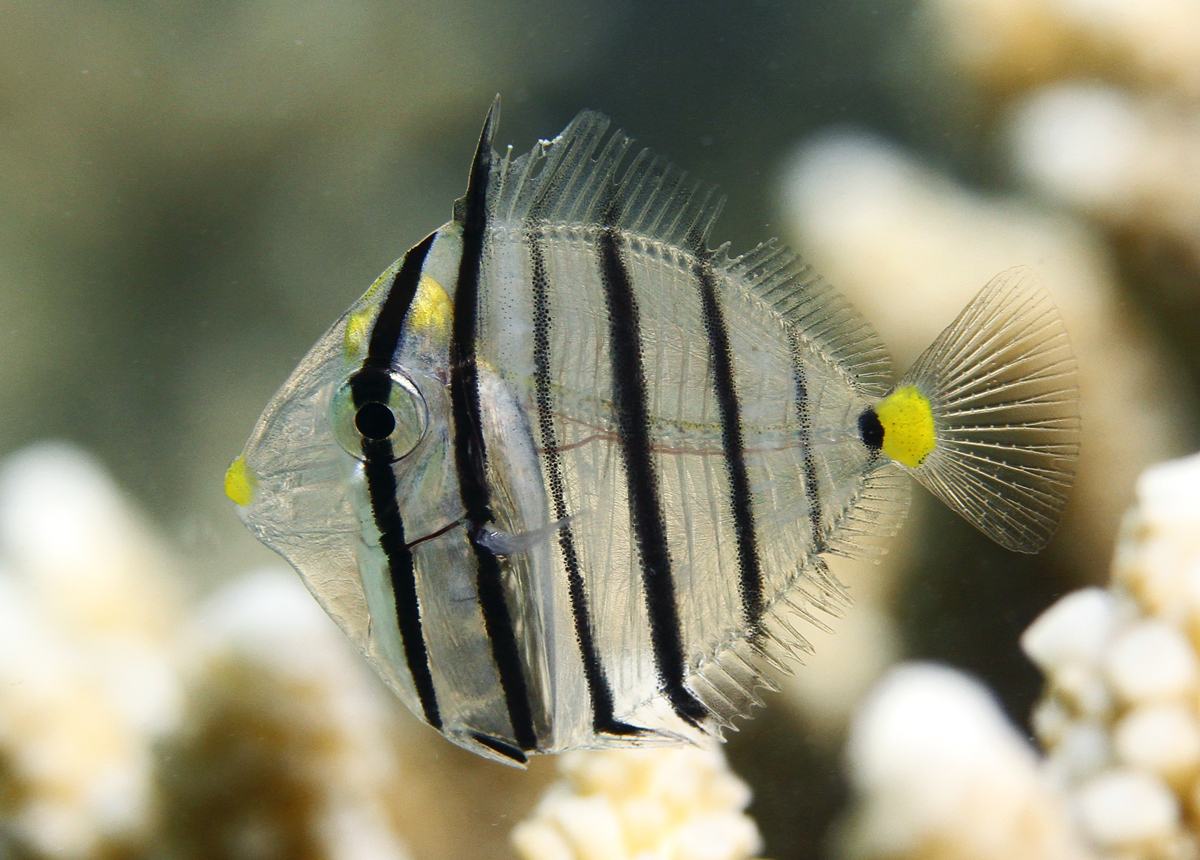
Cá bột, dài khoảng 3 cm

Cá con của loài Z. desjardinii sống đơn độc và thường bắt gặp giữa các rạn san hô nhánh; cá trưởng thành thường bơi theo cặp. Đa số các thành viên trong chi Acanthurus và Zebrasoma đều ăn rong tảo.

### Loài ăn sứa

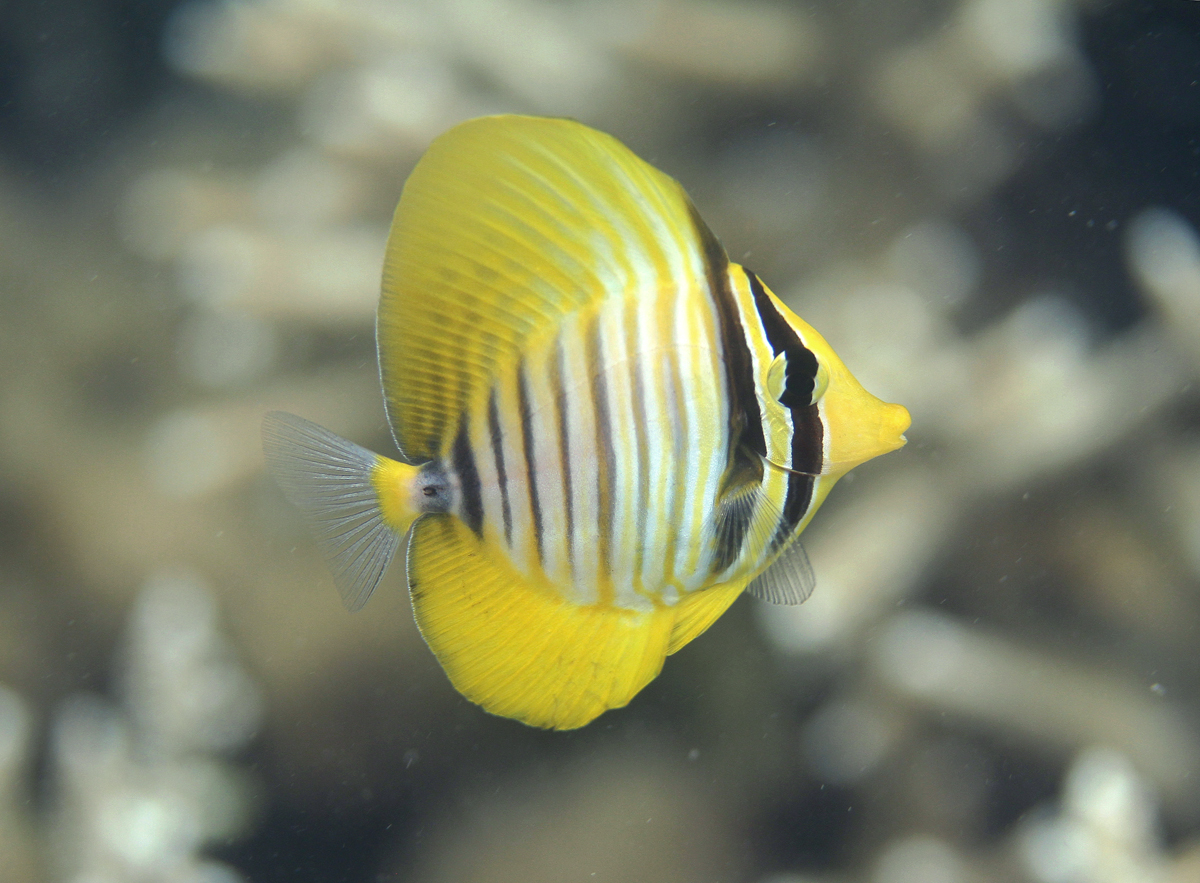
Cá con đang phát triển

Tuy được xem là một loài ăn thực vật, nhưng các nhà ngư học quan sát thấy, cá dìa Siganus rivulatus và cá đuôi gai Z. desjardinii đã ăn các loài sứa lược và sứa Aurelia aurita (lớp Scyphozoa) ở khu vực phía bắc Biển Đỏ trong suốt khoảng thời gian từ cuối mùa xuân đến đầu mùa hè. Những con sứa thường bị nhiều cá thể săn mồi tấn công cùng một lúc.
Theo kết quả nghiên cứu, S. rivulatus lần lượt chiếm 37% và 51% số vụ tấn công các loài sứa lược và sứa A. aurita gây ra bởi các loài cá. Xếp sau S. rivulatus là cá bướm Chaetodon fasciatus (27% và 12%) rồi đến Z. desjardinii (17% và 24%); tỉ lệ tấn công sứa ở các loài cá khác thấp hơn 6% tổng số lần quan sát.
Mặc dù các loài cá ăn thực vật có thể vô tình ăn phải những động vật không xương sống nhỏ khi đang ăn rong tảo, nhưng việc ăn có chủ ý các loài sứa được quan sát đối với S. rivulatus và Z. desjardinii cho thấy rằng, chế độ ăn của chúng nên được đánh giá lại.